# Руисский собор
Руисский собор Божией Матери (груз. რუისის ღვთისმშობლის ტაძარი) — грузинская православная церковь в селе Руиси в крае Шида-Картли в Грузии. Изначально построенная в VIII—IX веке, церковь перестраивалась в XI и в XV веках. Это крестово-купольный храм с высоким куполом и подковообразной апсидой на востоке. В 2007 году собор был включён в список недвижимых культурных памятников национального значения Грузии.

## История

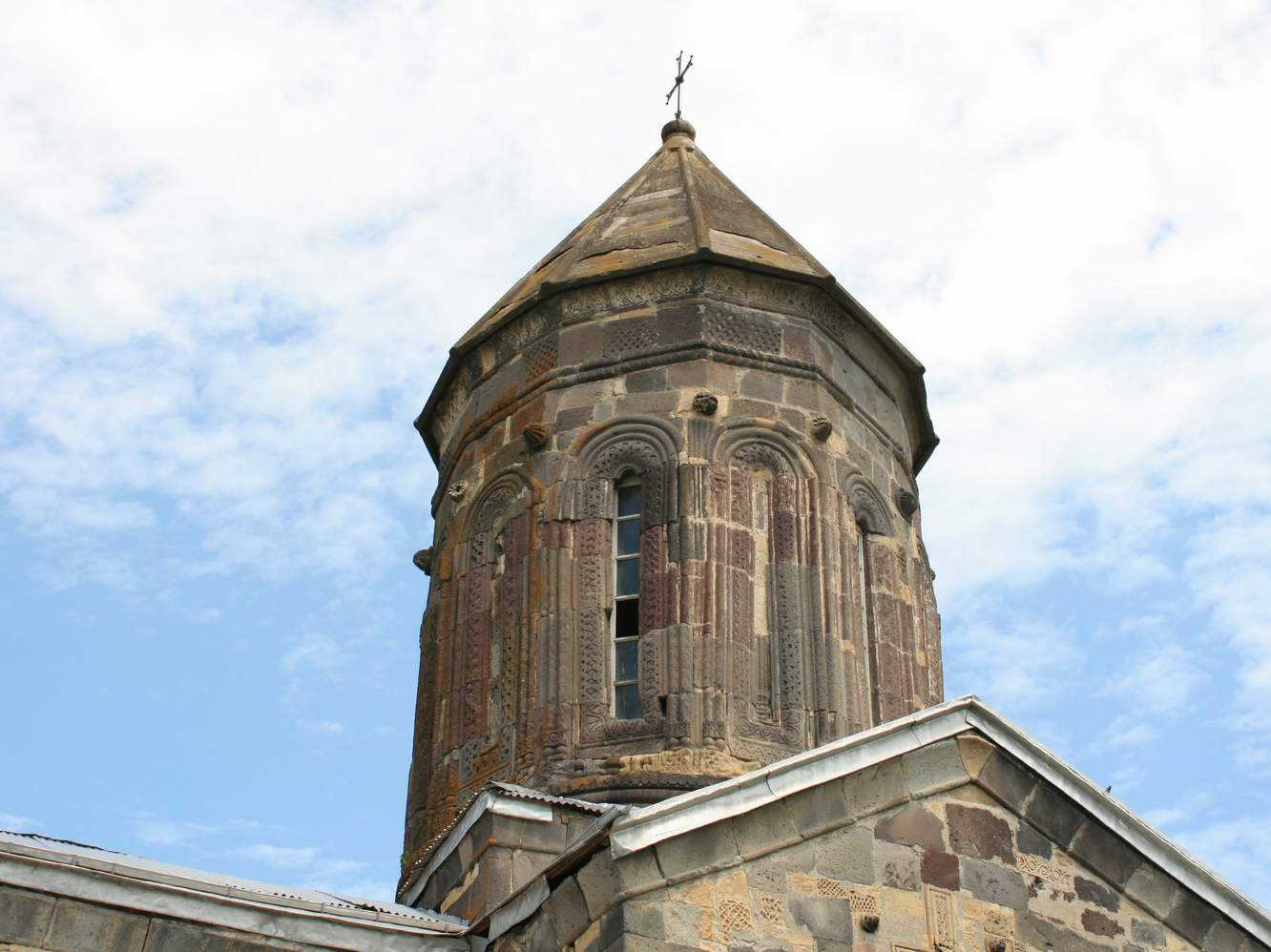
Руисский собор. Купол

Руисский собор стоит в центре села Руиси Карельского муниципалитета края Шида-Картли. Собор виден с севера от шоссе Гори — Хашури.
Руиси известен в истории Грузии как место коронации царя Георгия II в 1055 году и как одно из двух мест расположения церковного совета, созванного царём Давидом IV в 1103 году. Руиси был резиденцией грузинского православного епископа Леонтия Мровели, которому приписывают составление летописей «Картлис цховреба» в XI веке. В 1695 году царь Имеретии Александр IV, находившийся в заключении в Руиси, был убит здесь и похоронен в Руисской церкви.
Нынешнее здание является результатом нескольких этапов строительства, разрушения и реставрационных мероприятий. Остатки древнейшего этапа строительства датируются VIII или IX веком. Церковь была впоследствии реконструирована в X веке, а затем, в XI веке, как указано в надписи на апсиде в северном крыльце. Собор был почти полностью разрушен во время вторжения Тамерлана в Грузию в 1400 году и восстановлен царём Грузии Александром I (годы правления 1412—1442), который ввёл специальный налог для сбора средств на реконструкцию Руиси и Мцхеты. Надпись на западном фасаде посвящена Александру, а на южном фасаде упоминается архитектор Шалва. Церковь была отремонтирована Дионисом Ларадзе, епископом Руиси, в XVI веке и царицей Картли Мариам в 1660-х годах. Руисский собор был сильно повреждён в результате Горийского землетрясения в 1920 году и отреставрирован в два этапа: в 1936—1938 и 1950—1953 годах.

## Описание

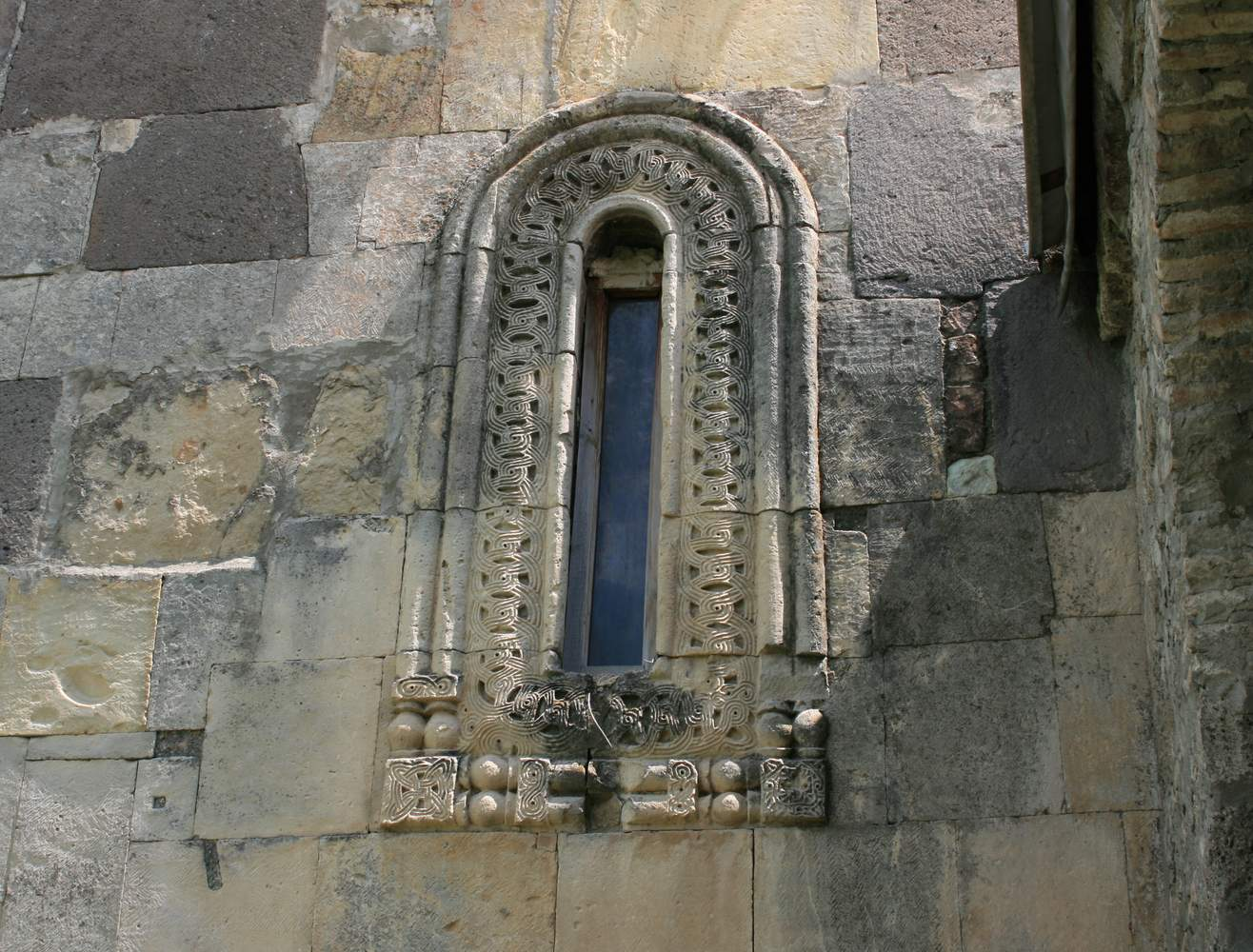
Окно с декоративным наличником.

Руисский собор представляет собой крестово-купольный храм размером 27,3×19,6 м и высотой 23,3 м. Он построен из блоков песчаника, с дополнительным использованием базальта, известняка и кирпича во время реконструкции. Здание стоит на двухступенчатом цоколе. Войти внутрь можно через три прямоугольных дверных проема: на западе, юге и севере. Притвор у западной двери, имеющий арки с трёх сторон, является пристройкой XV века. Высокий двадцатиугольный купол покоится на четырёх отдельно стоящих опорах. Переход от квадратной центральной травеи к круглому барабану осуществляется посредством паруса. В куполе прорезано 12 окон, 6 из которых сделаны в XV веке. Ещё две колонны расположены в западной части травеи. Несколько деформированная подковообразная апсида находится на конце глубокой вимы. В апсиде прорезано высокое арочное окно с арочной нишей под ним.
По обеим сторонам от алтаря находятся пастофории, соединённые с соответствующими нефами арочными проёмами. Оба перекрыты сомкнутыми сводами, поддерживаемыми четырьмя тромпами. Алтарь отделён от остальной части храма декоративным иконостасом с гравировкой на дереве, установленным в 1781 году. Фрагменты позднесредневековых фресок видны в части интерьера. Купол имеет лужёную кровлю; остальная часть крыши черепичная. Фасады украшены резьбой по камню, особенно вокруг дверных проёмов и окон.
К западу от церкви стоит колокольня, построенная в оборонительной стене, окружающей весь комплекс. Построенная в XVII веке, она представляет собой трехъярусное сооружение размером 7,4×6,8 м.